# Peter Varjasi
Peter Varjasi (* 18. Januar 2000) ist ein deutscher Schwimmer, der 2024 eine Bronzemedaille bei Europameisterschaften gewann.

## Karriere
Peter Varjasi schwimmt für den Turnerbund 1888 Erlangen. Zuvor studierte er an der Florida State University und trat bei deutschen Meisterschaften für den Bayerischen Schwimmverband an. 2021 war er Deutscher Meister über 50 Meter Freistil, 2023 wurde er Dritter über 100 Meter Freistil.
Bei den Junioreneuropameisterschaften 2018 gewann er die Bronzemedaille mit der 4-mal-100-Meter-Freistilstaffel und die Silbermedaille mit der 4-mal-100-Meter-Lagenstaffel. Bei den Europameisterschaften in Glasgow belegte die deutsche 4-mal-100-Meter-Freistilstaffel mit Damian Wierling, Marius Kusch, Peter Varjasi und Christoph Fildebrandt den siebten Platz.
International trat Varjasi erst 2022 wieder in Erscheinung. Bei den Europameisterschaften 2022 in Rom belegte die 4-mal-100-Meter-Lagenstaffel mit Ole Braunschweig, Lucas Matzerath, Björn Kammann und Peter Varjasi den siebten Platz. 2023 bei den Weltmeisterschaften in Fukuoka verpasste die 4-mal-100-Meter-Freistilstaffel mit Rafael Miroslaw, Josha Salchow, Luca Armbruster und Peter Varjasi als Vorlaufneunte den Finaleinzug um 0,02 Sekunden. Die 4-mal-100-Meter-Mixed-Freistilstaffel mit Peter Varjasi, Rafael Miroslaw, Nele Schulze und Nina Holt schwamm im Finale und belegte den achten Platz. 2024 bei den Europameisterschaften in Belgrad schwamm Varjasi im Halbfinale über 100 Meter Freistil die elftbeste Zeit. Die 4-mal-100-Meter-Freistilstaffel belegte genauso den sechsten Platz wie die 4-mal-100-Meter-Lagenstaffel. Die 4-mal-100-Meter-Mixed-Freistilstaffel mit Martin Wrede, Peter Varjasi, Nicole Maier und Nina Jazy erschwamm die Bronzemedaille, wobei Jazy nur eine Hundertstelsekunde vor der israelischen Schlussschwimmerin anschlug. Bei den Olympischen Spielen 2024 in Paris belegte die deutsche 4-mal-100-Meter-Freistilstaffel mit Josha Salchow, Rafael Miroslaw, Luca Armbruster und Peter Varjasi den siebten Platz.